# 當別站
當別站（日语：／ Tōbetsu eki */?）是位於北海道石狩郡當別町錦町55-9，隸屬於北海道旅客鐵道（JR北海道）札沼線（學園都市線）的鐵路車站。車站編號為G13。電報略號為。開業時車站名曾冠以舊令制國「石狩」的前綴，2022年3月12日起，「石狩」的稱呼被除去，改稱為「當別站」。

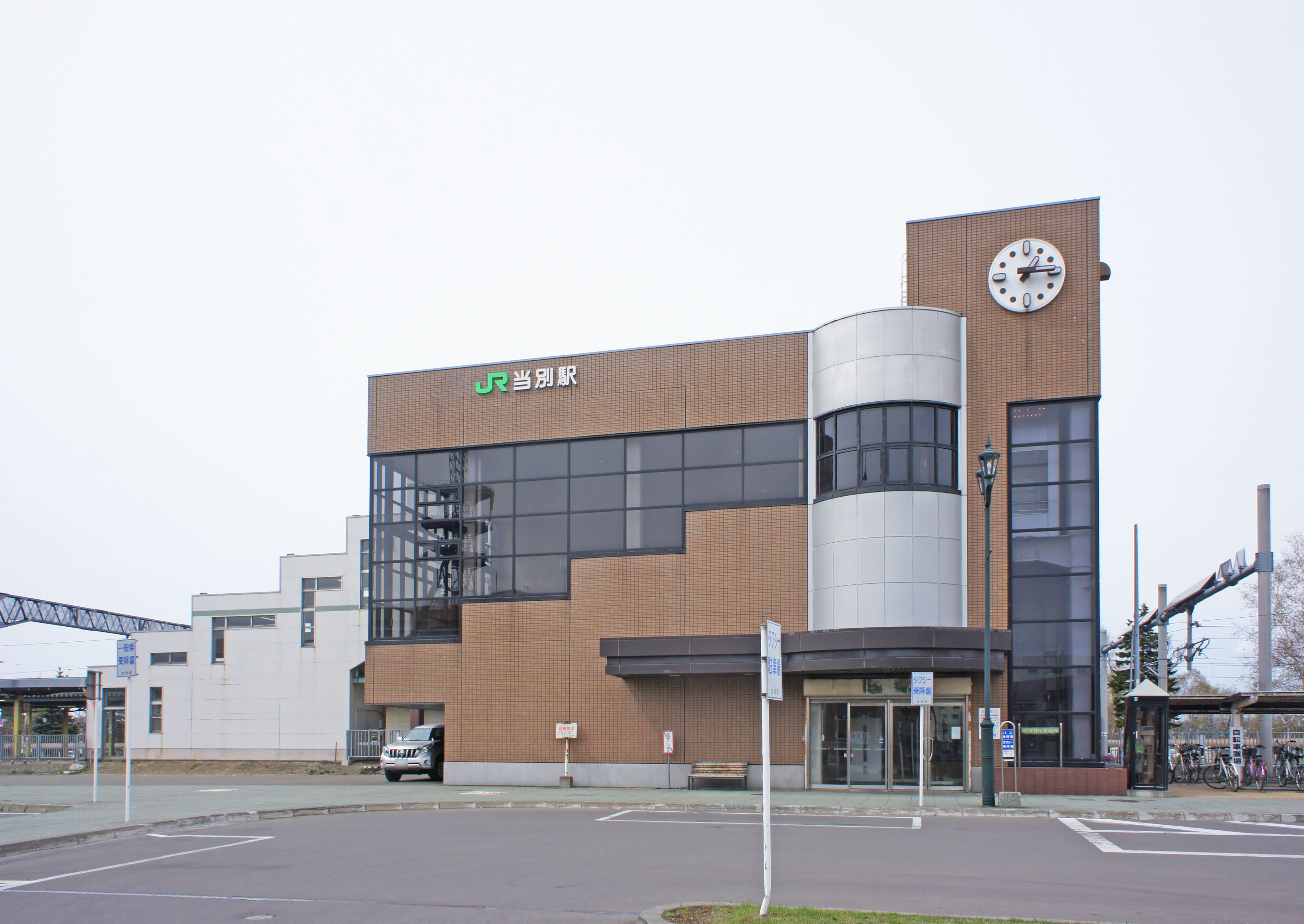
南口（2022年4月）

## 概要
當別町的主要車站。過去札沼線非電氣化區間廢線前列車的運行系統主要以本車站為分界線，除了從北海道医疗大学车站折返的列車外，本車站以北的列車都是採用一人控制。

## 歷史
- 1934年11月20日：國有鐵道札沼南線桑園車站至本車站路段開始營運，本車站同時開始營運。
- 1935年10月3日：隨著本車站至浦臼站路段開始營運，札沼南線與札沼北線合併並改稱為札沼線[1]。
- 1944年7月21日：由於第二次世界大戰戰事惡化，札沼線的本車站至石狩月形車站指定為不要不急線而停止營運。本車站亦停止營運[2]。
- 1946年12月10日：札沼線本車站至浦臼站路段恢復營運。本車站恢復營運。
- 1949年6月1日：本路線由日本國有鐵道（國鐵）繼承。
- 1979年2月1日：停止貨物提取服務。
- 1983年或之前：設置跨線橋。
- 1984年2月1日：停止行李裝卸服務。
- 1987年4月1日：由於國鐵分割民營化，車站由JR北海道管理。
- 1991年3月16日：札沼線的暱稱設定為「學園都市線」[1][3]。
- 1994年11月2日：改建成跨站式站房，設置北側出口。
- 1996年3月16日：札沼線本車站至新十津川站路段的列車開始一人控制。
- 2000年：札沼線桑園車站至石狩月形車站路段引入自動進路制御裝置（PRC）。
- 2007年10月1日：設定車站編號[4]。
- 2008年10月25日：開始使用智能車票「Kitaca」[5]。
- 2012年：

- 6月1日：札沼線桑園站至本車站正式電氣化（交流電20,000V、50Hz）。
- 10月27日：時間表進行修定，快速列車「機場」開始設置以本車站為起點站的班次

- 2017年3月5日：引入自動閘機。
- 2022年3月12日：改稱為「當別站」[8]。

### 江當軌道
- 1927年8月18日：江當軌道當別 - 江別路段開始營運，當別站開始營業[9]。
- 1930年12月14日：由於積雪影響，軌道休業至1931年3月24日。
- 1932年：

- 1月16日：由於積雪影響，軌道休業至同年3月3日。
- 12月24日：由於積雪影響，軌道休業至1933年3月27日。

- 1934年：

- 1月1日：由於積雪影響，軌道休業至同年3月10日。
- 12月15日：由於積雪影響，軌道休業至1935年4月10日。

- 1935年12月20日：由於積雪影響，軌道休業至1936年4月30日。
- 1936年5月1日：江當軌道正式廢線，當別站同時停止營業[10]。

### 當別町營軌道
- 1949年6月：當別町營軌道當別 - 青山中央路段開始營運。
- 1954年9月26日：受到颱風瑪麗（日本稱為洞爺丸颱風）影響，當別町營軌道無法行駛而休業。
- 1955年：當別町營軌道全線不能運行。
- 1956年3月31日：正式決定當別町營軌道停止營運。
- 1958年：當別町營軌道在文件上正式廢線，當別站廢除。

## 車站構造

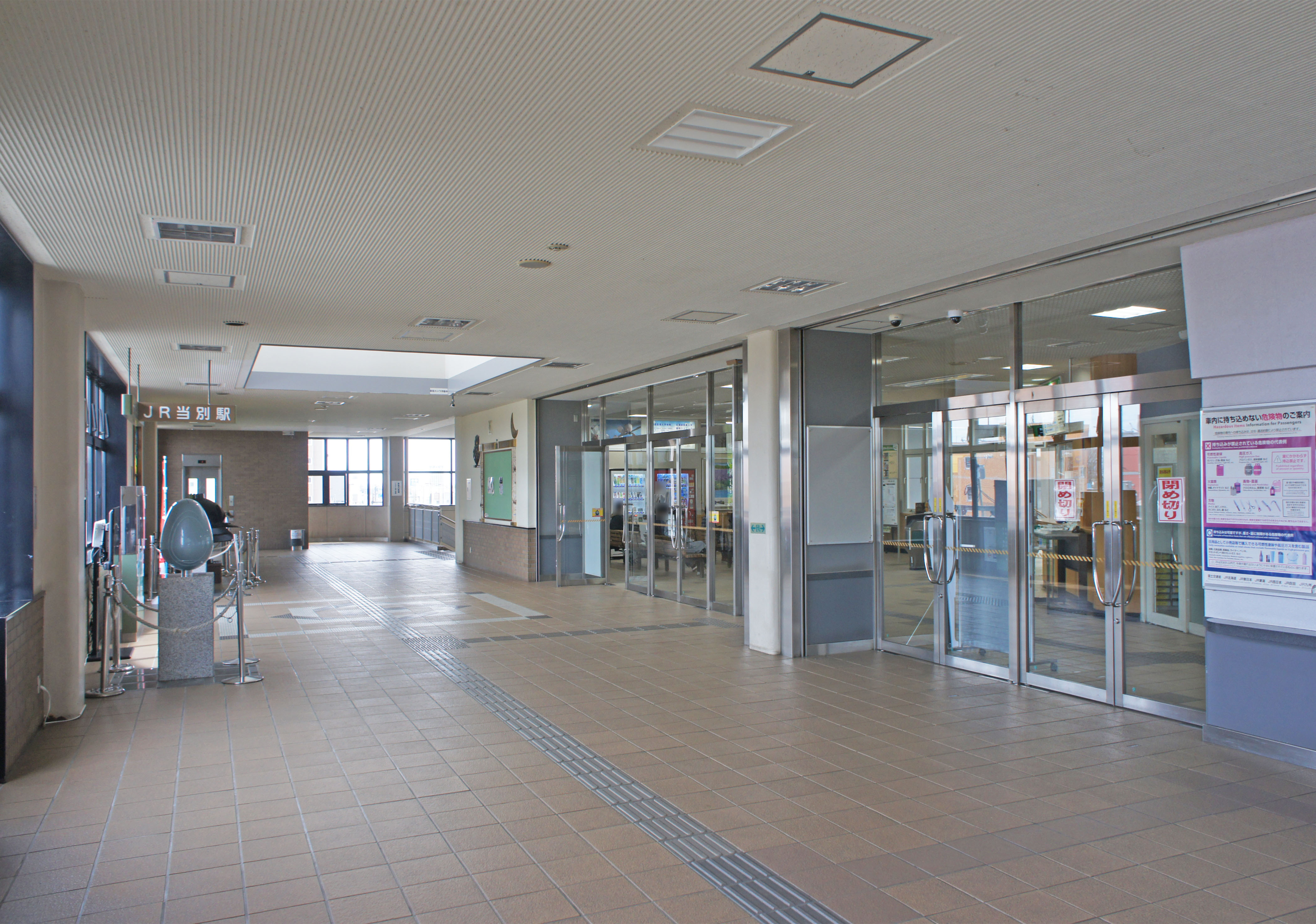
大廳（2022年4月）

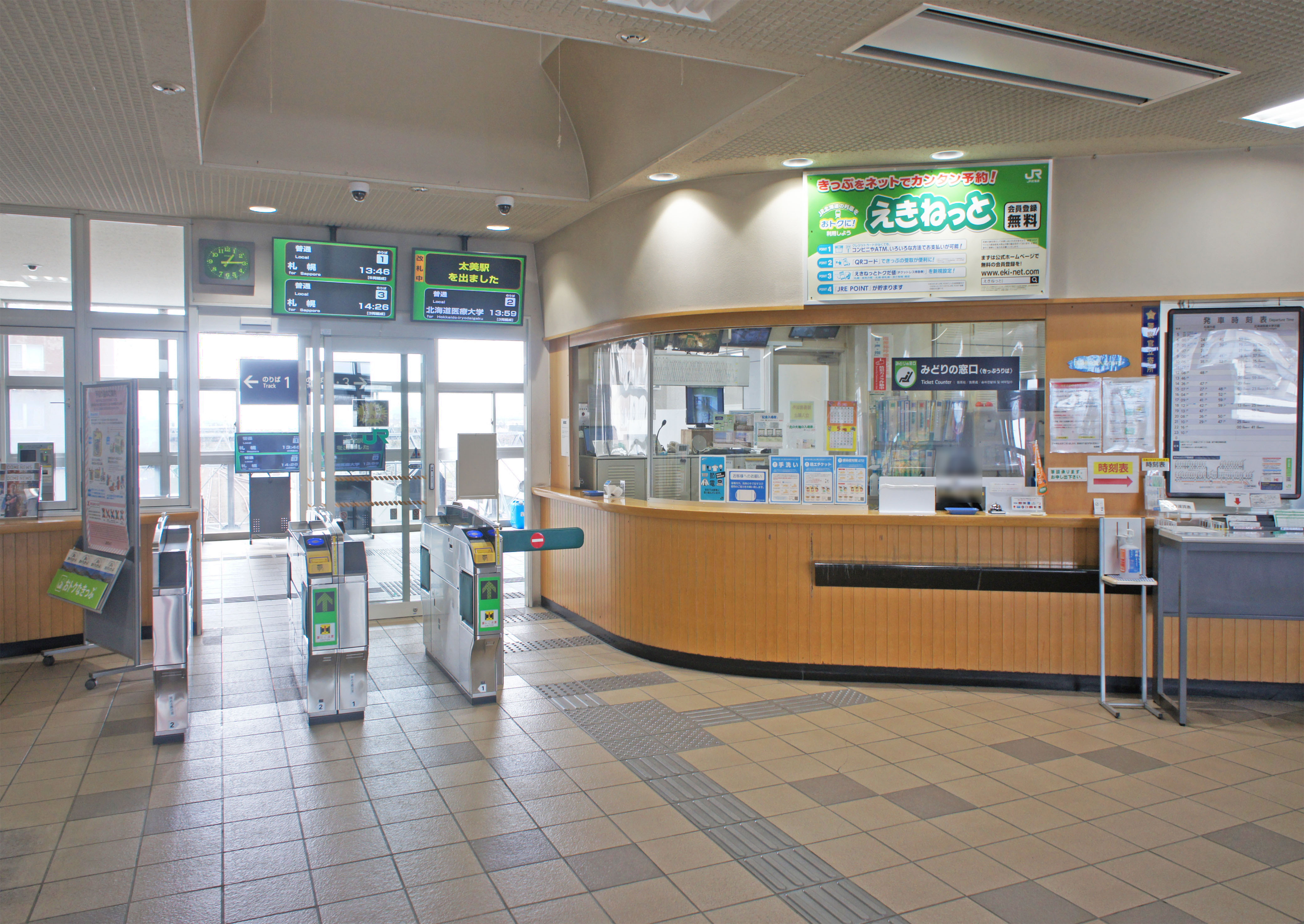
南檢票口（2022年4月）

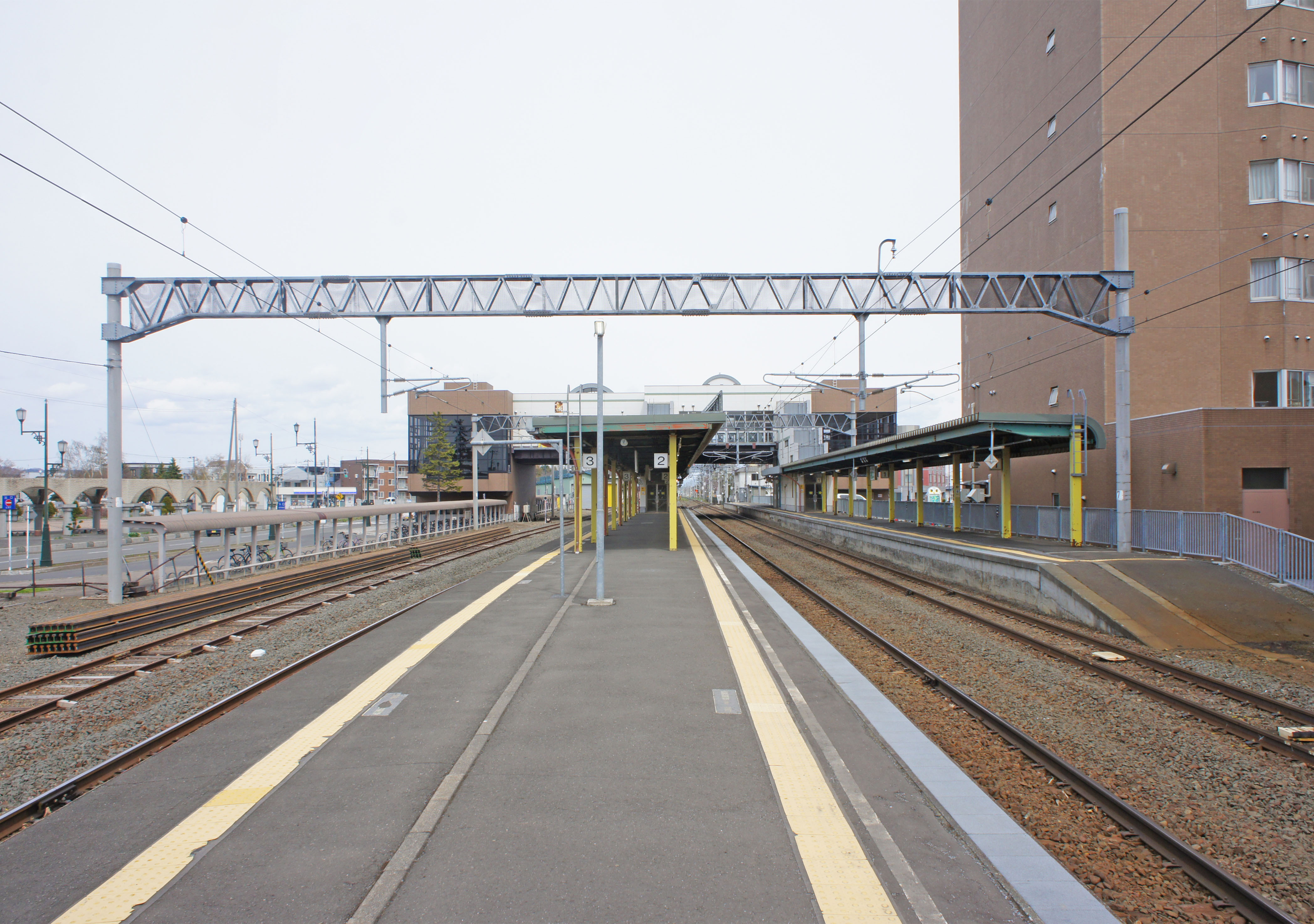
月台（2022年4月）

現時為同時設有側式月台及島式月台的複合式月台2面3線的地面車站（跨站式站房）。此外設有1條側線。
設有綠窗口（營業時間為5時10分至23時15分，亦設置Kiosk、自動售票機及自動閘機。

### 月台設置
| 月台 | 路線                  | 方向 | 目的地                                           | 備注       |
| ---- | --------------------- | ---- | ------------------------------------------------ | ---------- |
| 1    | ■札沼線（學園都市線） | 上行 | 札幌方向（每日首班車直通至千歲線新千歲空港方向） |            |
| 2    | ■札沼線（學園都市線） | 下行 | 北海道醫療大學方向                               |            |
| 3    | ■札沼線（學園都市線） | 下行 | 北海道醫療大學方向                               |            |
| 3    | ■札沼線（學園都市線） | 上行 | 札幌方向                                         | 主要為早上 |

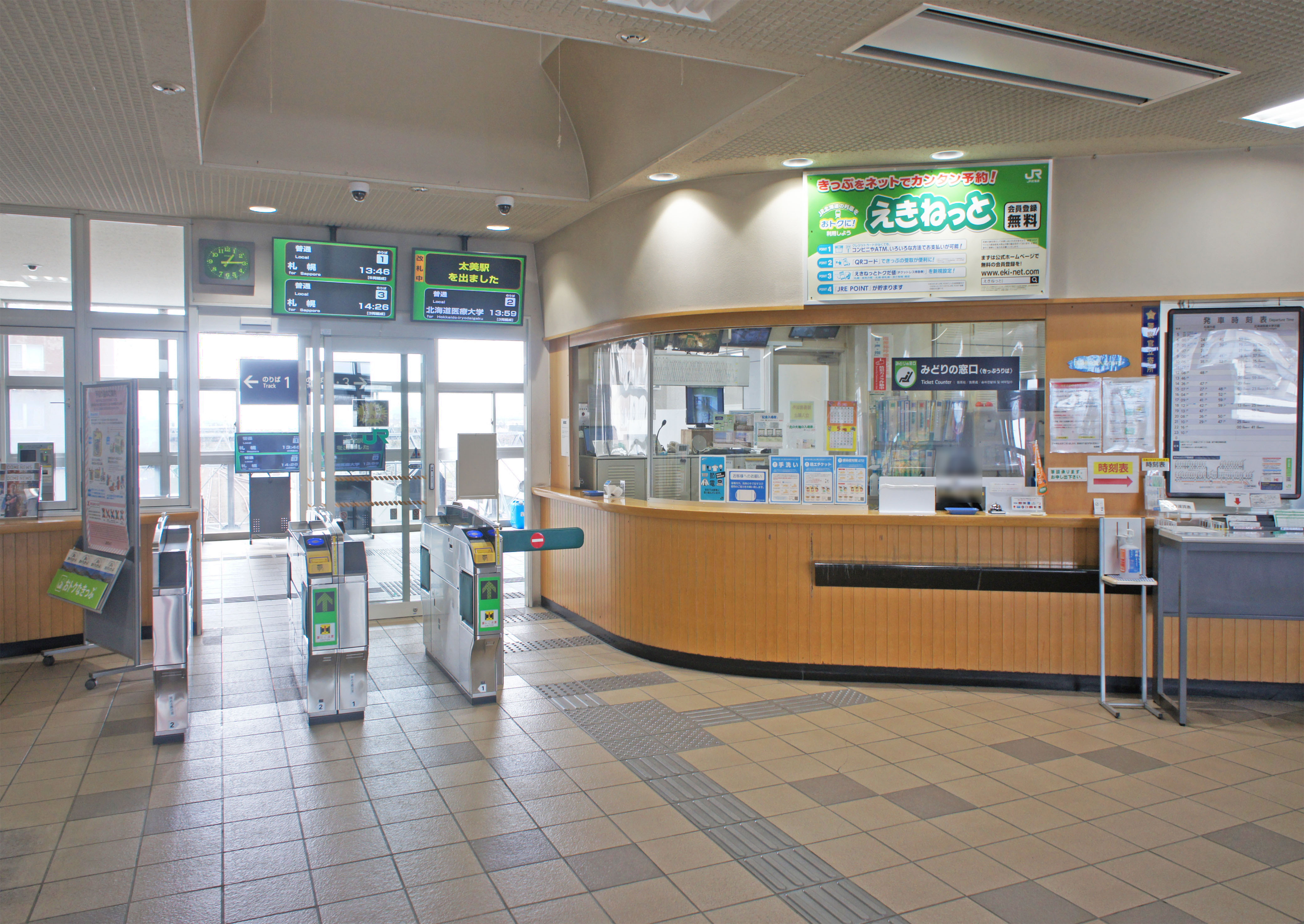
剪票口（2022年4月）
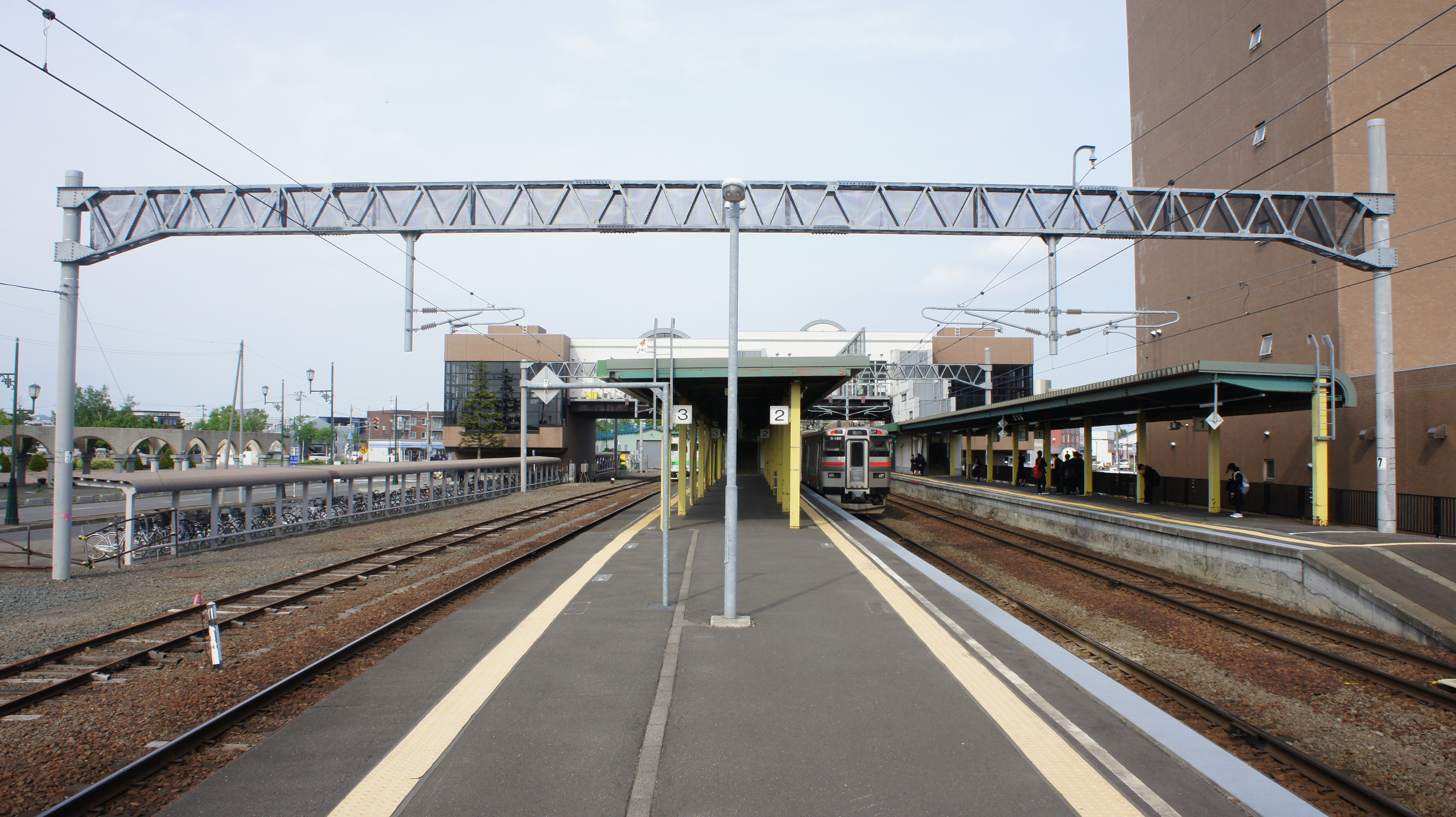
月台（電氣化後） （2017年5月）
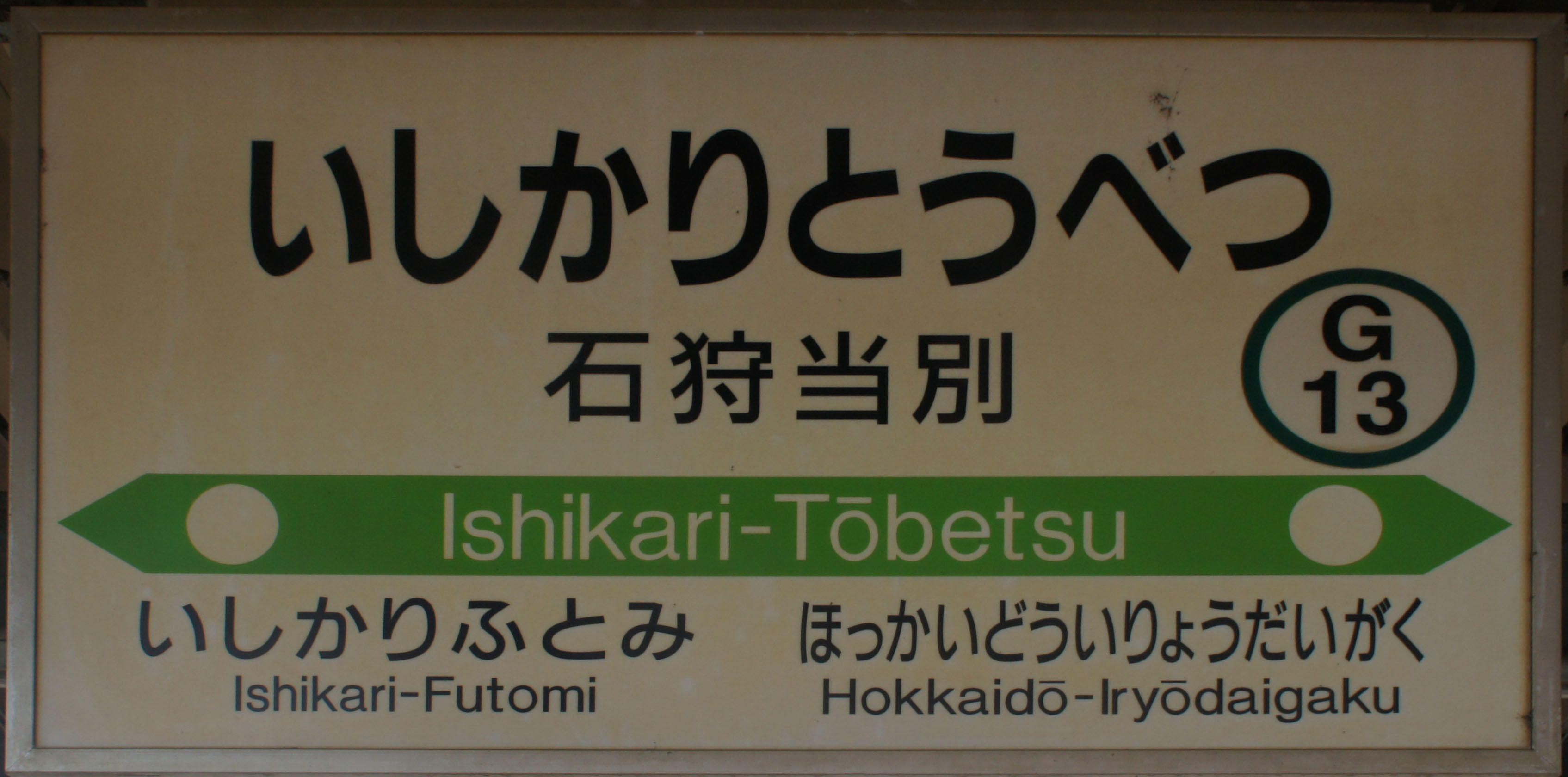
仍標示「石狩當別」的舊站名牌（2017年5月）

## 載客量
| 載客量 | 載客量       |
| 年份   | 每天平均人次 |
| ------ | ------------ |
| 1999年 | 2,462        |
| 2000年 | 2,493        |
| 2001年 | 2,422        |
| 2002年 | 2,438        |
| 2003年 | 2,452        |
| 2004年 | 2,468        |
| 2011年 | 4,558        |
| 2012年 | 4,640        |
| 2013年 | 4,796        |
| 2014年 | 4,814        |
| 2015年 | 4,878        |

## 車站周邊

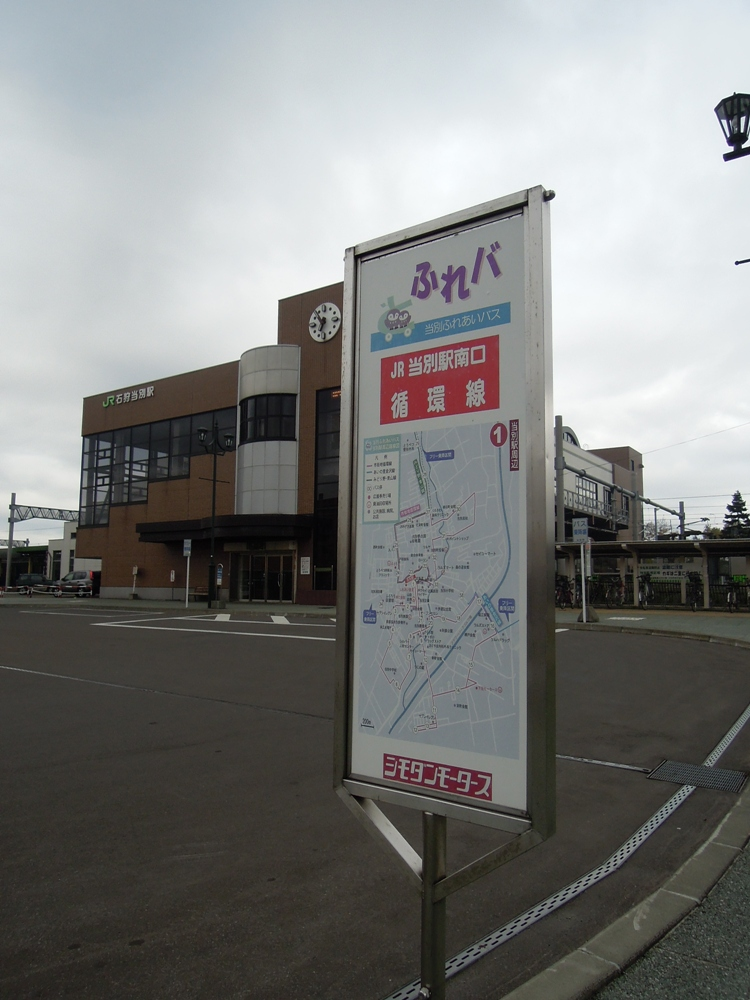
當別町團體巴士「當別站南側」站牌

車站周圍主要是市區。車站北方是白樺公司，南方是車站前廣場，市區主要位於車站以南。很少高大的建築物。而商店街則位於離車站稍遠的東南方。
- 國道275號
- 當別町役場
- 北警察署當別交番
- 當別郵局
- 札幌信用金庫當別分店
- 北洋銀行當別分店
- 北海道銀行當別分店
- 北石狩農業協同組合（JA北石狩）總店
- 北海道當別高等學校
- 阿蘇公園
- 開招鄉土館
- 伊達邸別館、伊達紀念館
- 當別紅磚6號友誼倉庫（2007年4月7日開館）
- 當別町團體巴士、新篠津村營巴士「當別站前（南側）」「當別站北側」站牌
  - 過去北海道中央巴士、札幌第一觀光巴士營運時，曾於車站稍遠的地方設立當別終點站。

## 相鄰車站
北海道旅客鐵道（JR北海道）
■札沼線（學園都市線）
太美（G12）－當別（G13）－北海道醫療大學（G14）

### 曾經存在的路線
江當軌道
江當軌道線
當別－蕨岱
當別町營軌道
當別町營軌道線
當別－六軒町

## 外部連結
- JR北海道當別站 （页面存档备份，存于）（日語）